# Yayıklı, Sarıkamış
Yayıklı là một xã thuộc huyện Sarıkamış, tỉnh Kars, Thổ Nhĩ Kỳ. Dân số thời điểm năm 2010 là 855 người.